# Into Thin Air: Death on Everest
Into Thin Air: Death on Everest (no Brasil: No Ar Rarefeito – Morte no Everest) é um telefilme estadunidense de 1997 baseado no livro "Into Thin Air: A Personal Account of the Mt. Everest Disaster", de Jon Krakauer, sobre o desastre do Monte Everest em 1996, quando morreram oito alpinistas na maior montanha do planeta, entre eles, Rob Hall e Scott Fischer.
Com direção de Robert Markowitz e texto adaptado de Robert J. Avrech, o filme teve sua exibição original em 9 de novembro de 1997 pela American Broadcasting Company.

## Elenco
| Atores               | Personagem       |
| -------------------- | ---------------- |
| Christopher McDonald | Jon Krakauer     |
| Peter Horton         | Scott Fischer    |
| Nathaniel Parker     | Rob Hall         |
| Richard Jenkins      | Beck Weathers    |
| Tim Dutton           | Andy Harris      |
| Jeff Perry           | Doug Hansen      |
| Akemi Otani          | Yasuko Namba     |
| Peter J. Lucas       | Anatoli Boukreev |